# Creswellien

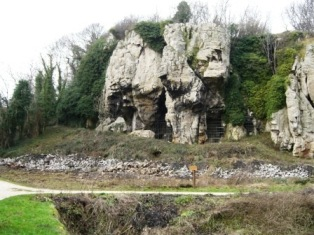
Höhlen der Creswell-Crags

Creswellien (engl. Creswellian) ist eine endpaläolithische Kulturstufe, die zwischen 12500 und 8000 v. Chr. in Südengland und Wales verbreitet war. Es ist benannt nach den Creswell-Crags in Derbyshire England.

## Beschreibung
In den Ablagerungen der Mother-Grundys-Parlour Höhle wurden in drei Schichten Moustérien-Geräte vorgefunden, darüber lag eine Schicht mit blattspitzartigen Geräten und Schabern vom Typ Aurignacien, darauf eine Schicht mit Font-Robert-Charakter (Gravettien) und zuoberst die Schicht des Creswellien, wozu ein Stück Elfenbeinspeerspitze nach Magdalénien-Art gehört. Die erst später entdeckte Höhlenkunst, deren Alter auf über 12.000 Jahre geschätzt wird, umfasst Symbole, die sich als stilisierte Darstellungen der weiblichen Genitalien interpretieren lassen. Sie dienten vermutlich religiösen Ritualen.

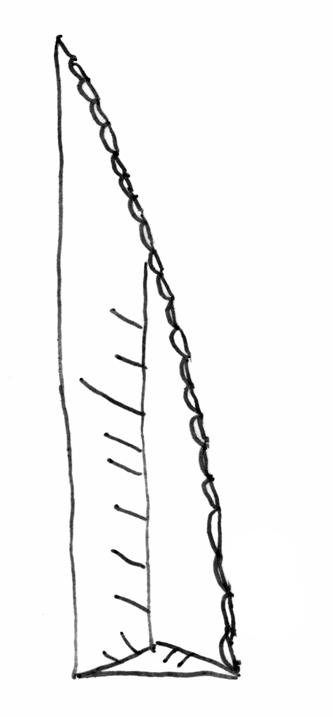
Typisches paläolithisches Federmesser

Der Süden Englands war in der Endperiode der letzten Eiszeit eisfrei und der um etwa 100 m niedrigere Meeresspiegel hob die Insellage auf. Vor etwa 15000 Jahren wanderten daher Magdalenienleute von Süden nach Nordfrankreich, Belgien, Südengland und in die norddeutsche Tiefebene ein. Im norddeutschen Flachland bildeten sich die Federmesser-Gruppen, in den Niederlanden die Tjonger-Gruppe und in England das Creswellien heraus.
Das Creswellien weist im Fundinventar gewisse Ähnlichkeiten mit der Hamburger Kultur auf und hat auch Verbindungen zur Tjonger-Gruppe. Alle Gruppen zeigen Einschläge des Magdalenien. Typische Werkzeuge sind Dreieck-, Trapez-, Segment- und Federmesser, Messer mit geknicktem Rücken, außerdem Schaber, Stichel, Zinken und Klingen mit geometrischer Ausprägung und mit einer oder zwei Arbeitskanten sowie zweireihige Harpunen. Einige Knochenstücke weisen Gravierungen auf.
Fragmentarische fossile Knochen wurden in der Höhle von Gough gefunden. Die Ausgrabungen von 1986 bis 1987 zeigen, dass Menschenknochen mit Tierknochen vermischt waren. Diese und andere Modifizierungen weisen darauf hin, dass sowohl Menschen als auch Tiere gegessen wurden. Das wird zwar als Ernährungskannibalismus interpretiert aber Unterschiede bei der Schädelbehandlung im Vergleich zu anderen Plätzen stellen Ritualkannibalismus als ein mögliches Element heraus.